# Олесін (Турецький повіт)
Олесін (пол. Olesin) — село в Польщі, у гміні Владиславув Турецького повіту Великопольського воєводства.
У 1975-1998 роках село належало до Конінського воєводства.